# RBMS1
RBMS1‏ (RNA binding motif single stranded interacting protein 1) هوَ بروتين يُشَفر بواسطة جين RBMS1 في الإنسان.